# Тенгако

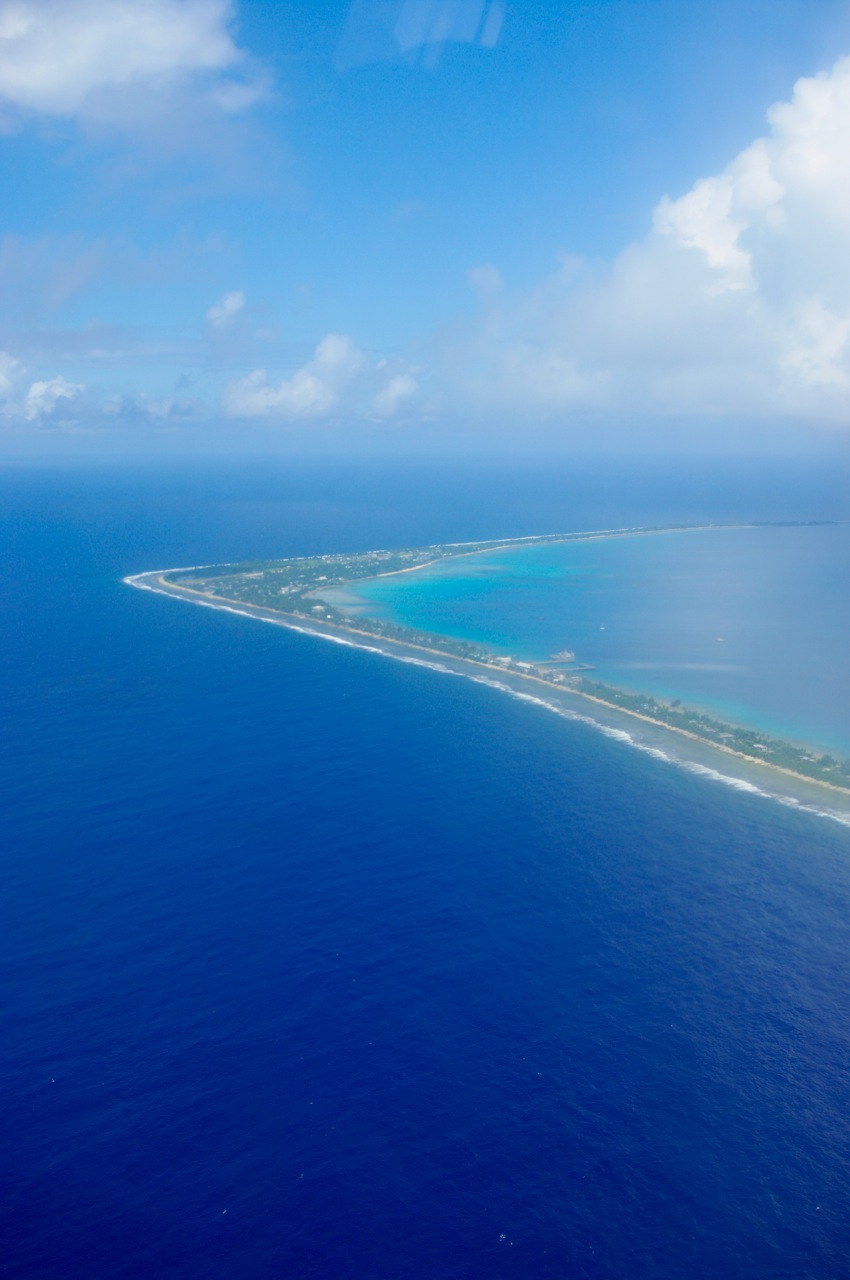
Краєвид з висоти пташиного польоту на півострів Тенгако на південь від Фонгафале

Тенгако — півострів на північному кінці острівця Фонгафале Фунафуті, Тувалу. На кінці півострова знаходиться острів Аматуку, на якому розташований Морський навчальний інститут Тувалу.